# 全国高等学校総合体育大会ソフトテニス競技大会
全国高等学校総合体育大会ソフトテニス競技大会は、日本の高等学校ソフトテニス大会の一つ。全国高体連と日本ソフトテニス連盟、読売新聞社が主催する。全日本高等学校ソフトテニス選手権大会を兼ねている。

## 概要
この大会は、全日本高等学校選抜ソフトテニス大会、国民スポーツ大会と並ぶ高校ソフトテニス3大全国大会のひとつで、インターハイ開催地にて毎年持ち回りで開催されている。
競技は、男女の団体戦、および男女個人戦（ダブルス）が行われている。